# Lac des Cèdres
Le lac des Cèdres, ou lac Cedar (en anglais : Cedar Lake), est une étendue d'eau située dans la province du Manitoba au Canada.
Ce lac a vu son étendue s'accroître avec la construction du barrage barrage hydro-électrique de Grands Rapids sur la rivière Saskatchewan, près de la ville de Grands Rapids. De 1961 à 1964, la construction du barrage en terre et de 25,6 km de digues a élevé le niveau du lac de 3,65 m, créant ainsi le lac-réservoir du lac des Cèdres qui assure un débit annuel moyen de 688 m3/s à la centrale hydroélectrique associée de Grand Rapids. 
Au XVIIIe siècle, s'élevait près de ce lieu, aujourd'hui inondé, le Fort Bourbon, fort français de la Nouvelle-France.